# Zlatan Yordanov
Zlatan Yordanov (en bulgare : Златан Йорданов) est un joueur bulgare de volley-ball né le 2 mars 1991. Il mesure 1,98 m et joue réceptionneur-attaquant. Il est international bulgare.

## Clubs
| Club              | De           | À         |
| ----------------- | ------------ | --------- |
| Marek Dupnitsa    | 2011-2012    | déc 2013  |
| Saint-Nazaire VBA | janvier 2014 | mai 2014  |
| MKS Będzin        | 2016-2017    | 2017-2018 |

## Palmarès
- Championnat de Bulgarie (2)
  - Vainqueur : 2011, 2012